# Asociación de Historiadores del Arte
La Asociación de Historiadores del Arte (Association of Art Historians, acrónimo en inglés AAH) promueve la práctica profesional y la comprensión pública de la historia del arte. Se formó en 1974, y tiene base en Londres, Inglaterra, y  Nº de registro de Caridad (No. 1154066).

## Membresías
La membresía individual está abierta a cualquier persona con un compromiso profesional, e interés por la historia del arte y la cultura visual. Las afiliaciones institucionales también están disponibles.
Los miembros pueden participar en los siguientes grupos de interés: *Freelance e independientes *Educación superior y más *Escuelas* Estudiantes* Museos y exposiciones.

## Gobernabilidad y finanzas
La Asociación se rige por un Consejo de Administración. Para el año terminado el 31 de diciembre de 2010, la AAH tuvo un ingreso bruto de 396.818 £ ; y, de gastos de 359.507 £ acuerdo con las cuentas presentado ante la Charity Commission.

## Publicaciones
Hay un boletín trimestral, el  Boletín , y una revista académica Art History publicada cinco veces al año en asociación con Wiley-Blackwell, la cual es revisada por pares.

## Eventos
Los eventos regulares se llevan a cabo, a menudo organizados por voluntarios de los diferentes grupos de interés de los miembros, junto con una conferencia anual.

## Afiliaciones
La AAH está afiliado con el College Art Association (CAA) de EE. UU. y apoya la Comité Internacional de Historia del Arte (CIHA).